# ドラゴン青年団
『ドラゴン青年団』（ドラゴンせいねんだん）は、MBS制作・TBS系列で2012年7月19日から9月27日まで「木曜深夜ドラマ」枠で放送された日本のテレビドラマ。主演は安田章大。
タイトルロゴでは「Dragon Braves」（ドラゴン・ブレイブス）の英文が表記されている。

## 概要
とある地方都市を舞台に、東京に出現したドラゴンを退治する青年たちの姿をゆるく描いた、地域密着型冒険ファンタジー。
安田章大は本作品が連続ドラマ単独初主演、三木孝浩は連続ドラマ初演出となる。
キャッチコピーは、「オレたちが“光の戦士”!? いったん整理させて。」
2012年7月13日（金曜日）1:07 - 1:37（JST）に、ドラマ本編に先駆け、ドラマの紹介と各出演者のインタビュー映像等を放映する特別編「STAGE 0 ファンタジーの世界への扉」が放送された。

## あらすじ
東京の上空に突如ドラゴンが出現し、首都圏では大騒ぎになっていた。そのころ、東京から少し離れた富士山の麓にある地方都市・光山町では、幼なじみのヨシオ・ケンジ・タモツがヨーコの働く喫茶チロルで他人事のようにドラゴン出現を伝えるテレビ中継を見ていた。しかしヨシオが古本屋で手に入れた謎の巻物に、かつて闇の世界から現れたドラゴンを倒し世界を救った光の戦士の存在が記されていた。さらに巻物に描かれた紋章と同じ形のあざがヨシオ・ケンジ・タモツ・ヨーコの体にあり、彼らが光の戦士の末裔であることが判明する。光山町の至るところに残されていた光の戦士の町だった証拠や龍にまつわるシンボルを目にしたヨシオたちは、世界を救うべくドラゴンを倒す決意をする。
銭湯の壁画に描かれた地図を手がかりに、4つのクリスタルを手に入れたヨシオたちだったが、東京で働くカズキや、団長をはじめとする光山町青年団員にも同じように紋章形のあざがあることが判明する（後に、ほとんどの光山町民にも紋章形のあざがあり、特に珍しいものではなかったことが判明）と同時に、幼少期に光山町に引っ越してきたヨシオが光の戦士の末裔ではなかったことも分かる。ヨシオに代わってドラゴンスレイヤーを手にした団長は、ドラゴン退治で町おこしをするために「ドラゴン青年団」を結成する。
光の戦士の末裔ではないと知ったヨシオは一時落ち込んだが、ヨーコの励ましや商店街の人々に迎えられて立ち直る。青年団員とともに東京へドラゴン退治に向かった団長を見送り、光山町に残ったケンジやタモツとともに商店街のピッカリエの準備に取りかかるが、その矢先に東京タワーに巻きついたまま動かなかったドラゴンが飛び立ち、東海地方に向かっていることを知る。ドラゴンがクリスタルを狙っているという一報を聞いて引き返した団長やカズキの協力を得て、ヨシオたちはピッカリエの電飾を利用してドラゴンを感電させ、ついにドラゴンを退治する。
その後、ドラゴン退治で一躍有名となった光山町には多くの観光客が訪れ、カズキが企画したドラゴンTシャツは飛ぶように売れ、喫茶チロルもクリスタルを使った水やチャーハンを求める客で繁盛したが、ケンジやタモツは相変わらず。帰郷後やることが見つからずにいたヨシオは、これまでの冒険をもとに執筆した小説を新人賞に応募する。
そして東京には新たに謎の飛行物体が出現し、銀河帝国代表が地球の代表者との対話を求めてきた。そこへリサイクルショップで見つけた謎の石を手にヨシオが喫茶チロルにやって来るが、謎の石からホログラフで出現した姫の言葉を理解できたヨーコによると、銀河帝国は敵で、銀河の運命はヨシオたちに懸かっているという。彼らの新たな冒険が再び始まるかもしれないと匂わせて物語は終わる。

## キャスト

### 光山町

#### 光山町青年団
ヨシオ
演 - 安田章大（幼少期：斎藤拳匠）
コンビニエンスストアでバイトするフリーター。かつてミュージシャンを志して一度は上京したが、夢破れて光山町に戻ってきた。光山町生まれではなく、2歳の時に光山町に引っ越してきた。左の尻にある紋章形のあざと思われていたものは、幼少期に尻を出してふざけて転倒した際、紋章形のマンホールで火傷した痕で、光の戦士の末裔ではなかった。それを知って落ち込んだが、団長に押しつけられたピッカリエを成功させることが自分のやるべきことだと受け止め、準備を指揮。電線に触れたドラゴンの動きがひるんだことをニュースで耳にしてその弱点に気づき、ピッカリエの電飾でドラゴンを感電させて動きを止めることを思いつく。ドラゴン退治後は、これまでの冒険をもとに小説を執筆し、ファンタジーノベル新人賞に応募。
ケンジ
演 - 遠藤要（幼少期：有永雅久）
アイテム：風のクリスタル。実家の電気店を継いだヨシオの親友。商店街の近くに開業するプラズマモール光山に大手家電量販店・ビックダ電機が出店することで経営難に陥るのではないかと危機感を募らせている。
タモツ
演 - 本多力（幼少期：高田愛斗）
アイテム：大地のクリスタル。元ヤンキー。ヨシオの親友でバイク店勤務。光山町3丁目在住。ユカに振られても諦められずにいたが、導きの種を奪ったユカに自分の思いを伝えてヨリを戻したが、ドラゴン退治後、上京するユカに置き去りにされる。
団長
演 - ユースケ・サンタマリア
アイテム：ドラゴンスレイヤー。光山町青年団長。地域振興に熱心でイベント好き。ヒカリ通り商店街をライトアップする計画「ピッカリエプロジェクト」を推進している。例会をさぼってばかりのヨシオたちに面倒な仕事を押しつけていたが、ドラゴンと光の戦士のことを知り、光山町の町おこしに使えるとヨシオたちの意向も無視して「ドラゴン青年団」を結成する。他の青年団員にも同じように紋章形のあざがあったため、「ピッカリプロジェクト」をヨシオたちに押し付け、青年団員たちとドラゴン退治に乗り出すが、ドラゴンがクリスタルを狙っていることをヨシオから知らされ引き返す。ドラゴン退治後は光山町の観光案内をしながら、自らドラゴンにとどめを刺したことを自慢する。

#### 喫茶チロル
ヨーコ
演 - 蓮佛美沙子（幼少期：中村葵 / 小学6年生：池戸優音）
アイテム：火のクリスタル。ヨシオたちの同級生で、喫茶チロルの店主の娘。幼少期、文房具屋の2階でドラゴニア文字を習ったことで解読ができる。団長から「ピッカリエプロジェクト」のキャンペーンガールに任命された（後にユカに交代）。ドラゴン退治後は、水のクリスタルを使ったクリスタル水と火のクリスタルを使った火炎チャーハンで喫茶チロルが繁盛する。ヨシオが持ってきた謎の石からホログラムで出現した姫の言葉をなぜか理解できた。
ユカ
演 - 新木優子
ヨーコの妹でタモツの元彼女。東京に憧れている女の子。カズキの紹介で映画のヒロインオーディションを受けたり、グラビアの仕事をするために上京するが、ドラゴン出現でなかなか実現できない苛立ちから、導きの種を奪うが、タモツにこの世の終わりになっても一緒にいると思いを告げられ、ヨリを戻す。ヨーコに替わり、団長から「ピッカリエプロジェクト」のキャンペーンガールに任命され、ドラゴン接近の際、商店街の人々を鼓舞した。ドラゴン退治後、再び上京。

### 東京
カズキ
演 - 大東駿介（幼少期：溝口怜冴）
アイテム：水のクリスタル（東京にいるため、ヨーコが預かっている）。ヨシオたちの同級生でエリートビジネスマン。週1回ペースで「東京だより」と題したメールをヨーコに送っている。勤めている会社がドラゴンで便乗商売を行い、自分も光の戦士の末裔として密かにドラゴンの情報を集めていた。プラズマモールから電源車を借り、ドラゴン退治に協力。ドラゴン退治後は自ら企画したドラゴンTシャツを売り出す。
TVリポーター
演 - 魚住りえ（本人役）
東京タワーに出現したドラゴンの様子をリポートしている。人々がドラゴンに慣れるにつれその報道も減り、彼女も巨大ウサギのリポートなどを行うようになってしまう。

### ゲスト

#### 第1話
古本屋・木本書店の店主
演 - 成瀬労
消防団員
演 - 藤一平（第9話）
銭湯・人参湯の番台
演 - 緑川美津恵

#### 第2話
マントのおっちゃん（風の民）
演 - 赤星昇一郎
光山町内会長
演 - 越村公一（第9話）

#### 第3話
光山小学校用務員
演 - 蛭子能収
光山小学校元音楽教師
演 - 小貫加恵
ママさんコーラスメンバー。
光山町婦人会会長
演 - 兎本有紀（第9話 - 最終話）
ママさんコーラスリーダー。

#### 第4話
等々力工務店棟梁（土の民）
演 - 阿藤快
光山町7丁目ソフトボールチーム助っ人
演 - パンチ佐藤（本人役）

#### 第6話
スナックフェアリーママ（水の妖精）
演 - 入山法子
スナックフェアリーの客
演 - 久保酎吉（第9 - 最終話）
ラーメン小堀店主
演 - 奥山ばらば
山本 慎太郎
演 - 眼鏡太郎
ヨシオたちの小学生時代の同級生。あだ名は「闇本」。
山本の兄
演 - 黒石高大

#### 第7話
玉田 守
演 - 松尾諭
市役所公園緑地課。神殿神官。
ヤンキー
演 - みーたん、あゆみん、りえぷー（HappyGirls）

#### 第8話
光山町青年団員
演 - 松尾英太郎（第9話・最終話）

#### 第9話
光山町婦人会員
演 - しのへけい子（最終話）

#### 最終話
謎の総裁
演 - 亀梨和也（KAT-TUN / 特別出演）

## スタッフ
- 脚本：上田誠（ヨーロッパ企画）
- 監督：三木孝浩、松居大悟、上田誠 ほか
- 主題歌：KAT-TUN「不滅のスクラム」（J-One Records）
- 企画・プロデュース：蔵本憲明（dentsu)
- プロデューサー：花田聖、田中良明、中沢晋、竹園元
- 製作：電通、テイチクエンタテインメント、MBS
- 制作プロダクション：オフィスクレッシェンド
- 制作協力：ヨーロッパ企画
- 協力：ジャニーズ事務所

## 放送日程
| STAGE 0                                                   | 7月13日 | 7月11日 | ファンタジーの世界への扉 |
| STAGE 1                                                   | 7月20日 | 7月18日 | 旅立ちの喫茶店           |
| STAGE 2                                                   | 7月27日 | 7月25日 | 風の団地                 |
| STAGE 3                                                   | 8月17日 | 8月15日 | 火の小学校               |
| STAGE 4                                                   | 8月17日 | 8月15日 | 大地のグラウンド         |
| STAGE 5                                                   | 8月24日 | 8月22日 | 水の市民プール           |
| STAGE 6                                                   | 8月31日 | 8月29日 | 妖精のスナック街         |
| STAGE 7                                                   | 9月7日  | 9月5日  | 雷の高架下               |
| STAGE 8                                                   | 9月14日 | 9月12日 | 天空の公園               |
| STAGE 9                                                   | 9月21日 | 9月19日 | 嘆きの自宅               |
| FINAL STAGE                                               | 9月28日 | 9月26日 | 光の商店街               |
| 平均視聴率 1.3%（視聴率は関東地区・ビデオリサーチ社調べ） |         |         |                          |

- TBS
  - 8月1日はロンドンオリンピック中継に伴う特別編成のため、8月7日はロンドンオリンピック中継のため放送休止。
- MBS
  - 8月3日、8月10日はロンドンオリンピック中継のため放送休止。
- TBS・MBS・HBC・SBSは、第3話・第4話連続放送。

## ネット局
| 放送地域       | 放送局         | 系列    | 放送期間                  | 放送日時                     | STAGE 0放送日時              | 備考              |
| -------------- | -------------- | ------- | ------------------------- | ---------------------------- | ---------------------------- | ----------------- |
| 関東広域圏     | TBSテレビ      | TBS系列 | 2012年7月18日 - 9月26日   | 水曜 0:55 - 1:25（火曜深夜） | 2012年7月11日 0:55 - 1:25    | 制作局より2日先行 |
| 近畿広域圏     | MBS            | TBS系列 | 2012年7月20日 - 9月28日   | 金曜 0:55 - 1:25（木曜深夜） | 2012年7月13日 1:07 - 1:37    | 制作局            |
| 北海道         | 北海道放送     | TBS系列 | 2012年7月24日 - 10月2日   | 火曜 0:56 - 1:26（月曜深夜） | 2012年7月17日 0:56 - 1:26    | 4日遅れ           |
| 静岡県         | 静岡放送       | TBS系列 | 2012年7月28日 - 10月6日   | 土曜 0:20 - 0:50（金曜深夜） | 2012年7月20日 24:35 - 25:05  | 8日遅れ           |
| 中京広域圏     | 中部日本放送   | TBS系列 | 2012年7月21日 - 10月6日   | 土曜 2:30 - 3:00（金曜深夜） | なし                         | 8日遅れ           |
| 福島県         | テレビユー福島 | TBS系列 | 2012年8月7日 - 10月9日    | 火曜 0:50 - 1:20（月曜深夜） | 2012年7月31日 0:50 - 1:20    | 11日遅れ          |
| 岡山県・香川県 | 山陽放送       | TBS系列 | 2012年7月25日 - 10月10日  | 水曜 23:50 - 翌0:20          | 2012年7月18日 23:50 - 翌0:20 | 13日遅れ          |
| 高知県         | テレビ高知     | TBS系列 | 2012年8月28日 - 10月30日  | 火曜 23:50 - 翌0:20          | 2012年8月21日 23:50 - 翌0:20 | 40日遅れ          |
| 熊本県         | 熊本放送       | TBS系列 | 2012年9月11日 - 11月13日  | 水曜 0:55 - 1:25（火曜深夜） | なし                         | 54日遅れ          |
| 山口県         | テレビ山口     | TBS系列 | 2012年9月15日 - 11月17日  | 金曜 2:41 - 3:11（土曜深夜） | なし                         | 58日遅れ          |
| 岩手県         | IBC岩手放送    | TBS系列 | 2012年10月19日 - 12月21日 | 金曜 15:50 - 16:19           | なし                         | 92日遅れ          |